# Calampocus sphaeroides
Calampocus sphaeroides är en insektsart som beskrevs av Vladimir M. Gnezdilov och Thierry Bourgoin 2009. Calampocus sphaeroides ingår i släktet Calampocus och familjen Caliscelidae.
Artens utbredningsområde är Madagaskar. Inga underarter finns listade i Catalogue of Life.